# Neutrale Zone (Kuwait/Saudi-Arabien)
Koordinaten: 28° 32′ N, 48° 4′ O

Die ehemalige Neutrale Zone zwischen Saudi-Arabien und Kuwait

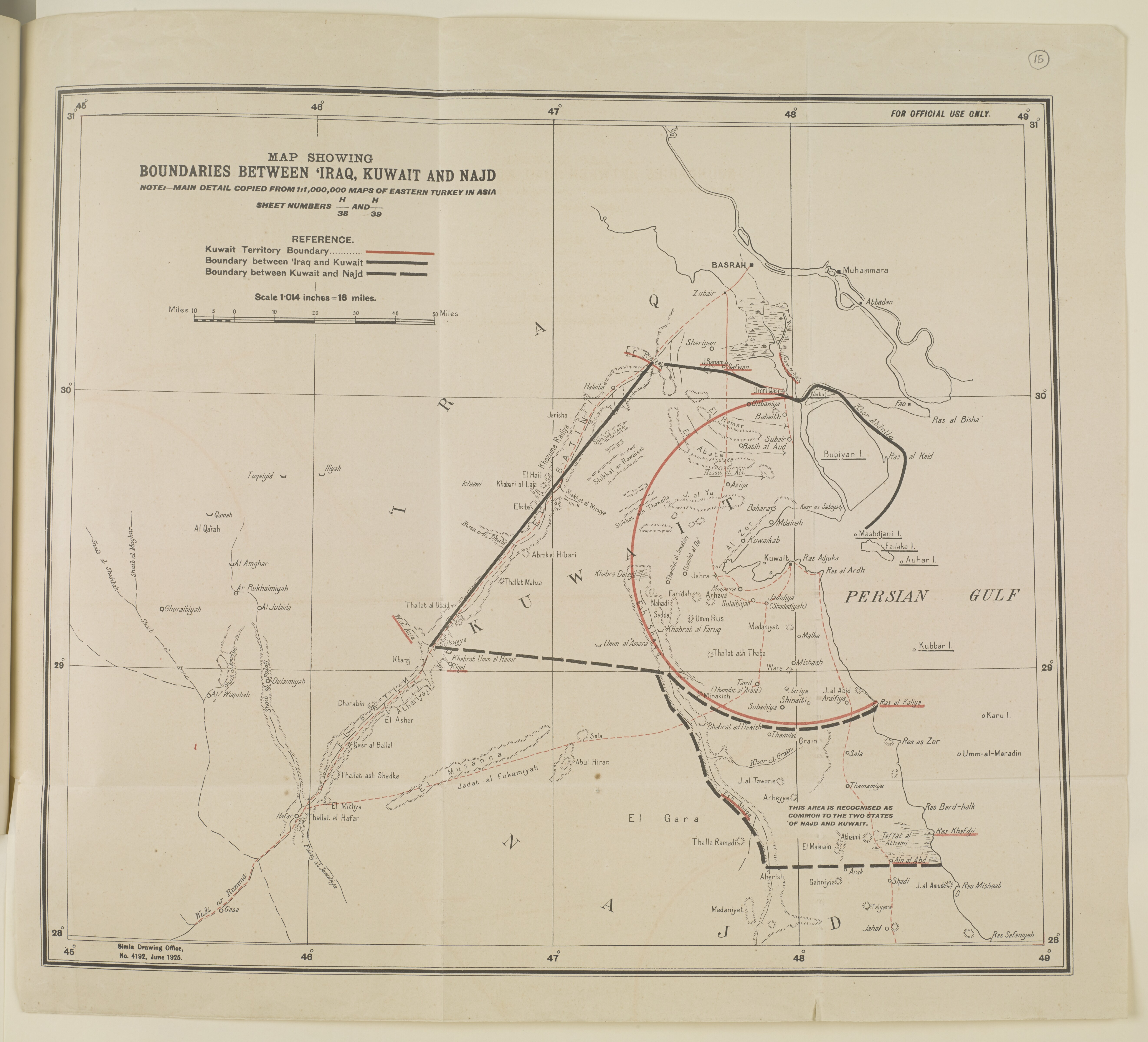
Eine der ersten Karten (1925) nach Errichtung der Neutralen Zone (1922), mit dem Eintrag:
THIS AREA IS RECOGNISED
COMMON TO THE TWO STATES
OF NAJD AND KUWAIT.

CIA-Karte von 1991 mit zwei Neutralen Zonen

Die Neutrale Zone zwischen Saudi-Arabien und Kuwait war ein 5.770 km² großes Gebiet an der Nordwestküste des Persischen Golfs, das von 1922 bis 1969 nicht zwischen den angrenzenden Staaten Kuwait und Saudi-Arabien (also seinem Vorläuferstaat, dem Sultanat Nadschd) aufgeteilt war, sondern gemeinsam verwaltet wurde.

## Geographie
Das Gebiet erstreckte sich über eine Küstenlänge von rund 83 Kilometer Luftlinie von der Landspitze Ra’s al Qulay‘ah (رَأْس اَلْقُلَيْعَة) im Norden bis Ra’s al Mish‘āb (رأس المشعاب) im Süden, und durchschnittlich 70 Kilometer landeinwärts nach Westen von der Küste. 38 bzw. 26 Kilometer der Küste vorgelagert liegen die kleinen Inseln Karuh und Umm al-Maradim, somit die südlichsten Inseln Kuwaits. Trotz ihrer südlichen Lage auf Höhe der Neutralen Zone wurden die Inseln traditionell als Teil des Shaikdom of Kuwait bzw. des Kuwait Principality betrachtet, bereits vor Einrichtung der Neutralen Zone. Nach ihrer Einrichtung wurde im Handelsbericht 1924/25 vermerkt, dass zumindest die südlichste Insel Umm al-Marādim innerhalb der für Kuwait gezogenen Grenzen lag (Karu wurde dort nicht erwähnt). Im Militärbericht von 1939 wird explizit neben Umm-al-Maradim auch Qaruh als Teil des Staates erwähnt,
ebenso wie bereits 1908 (also vor der Einrichtung der Zone) im Gazetteer of the Persian Gulf.

## Geschichte
Die Grenzen des Gebiets wurden am 2. Dezember 1922 im Protokoll von Uqair festgelegt. Dieses Protokoll wurde ausgehandelt zwischen dem Sultanat Nadschd, dem Vorläufer des heutigen Saudi-Arabiens, und Kuwait, das zu diesem Zeitpunkt ein britisches Protektorat war. In dem Gebiet wurden die Grenzen zwischen dem Nadschd und Kuwait nicht genau festgelegt, stattdessen wurde eine Neutrale Zone eingerichtet. Im gleichen Protokoll wurde weiter westlich im Binnenland eine weitere Neutrale Zone festgelegt, zwischen Nadschd und Irak. Das Protokoll führte aus, dass die Regierung des Nadschd und von Kuwait in dem Gebiet die gleichen Rechte hätten, bis ein Nachfolgeabkommen genaueres regeln würde. Das Interesse an einer endgültigen Grenzziehung blieb jedoch auf beiden Seiten gering, bis 1938 das Ölfeld von Burgan unmittelbar an der Nordgrenze des Gebiets entdeckt wurde, und mit Ölvorkommen in der Neutralen Zone zu rechnen war. 1948 und 1949 vergaben beide Regierungen Förderkonzessionen an Privatunternehmen. Nach einem späteren Abkommen wurden die Einnahmen aus der Ölförderung in der Neutralen Zone geteilt.
Im Oktober 1960 kamen die Staatsoberhäupter von Kuwait und Saudi-Arabien (dem Rechtsnachfolger des Sultanats Nadschd) bei einem Treffen überein, dass die Neutrale Zone zwischen ihren Ländern aufgeteilt werden sollte. Die Vereinbarung zur genauen Grenzziehung wurde am 17. Dezember 1967 unterzeichnet und trat am 18. Dezember 1969 bei einem Austausch der Urkunden in Kraft. Die Ratifizierung folgte am 18. Januar 1970.
Die Grenze wurde etwa mittig entlang des Breitengrades 28° 31' Nord gezogen. Der nördliche Teil mit einer Fläche von 2590 km² wurde in das kuwaitische Gouvernement al-Ahmadi eingegliedert. Der südliche Teil wurde Teil der saudi-arabischen Ostprovinz asch-Scharqiyya.